# Иджид-Ляга
Иджи́д-Ля́га або Иджидля́га (рос. Ыджыд-Ляга, Ыджыд-Ляга) — річка в Республіці Комі, Росія, ліва притока річки Ілич, правої притоки річки Печора. Протікає територією Троїцько-Печорського району.
Річка починається на західних схилах хребта Яни-Квот-Ньєр хребта Поясовий Камінь, що на кордоні Республіки Комі та Ханти-Мансійського автономного округу Тюменської області. Протікає на північний захід, захід, південний захід, захід та північний захід.
Притоки:
- праві — Холодний, Соболиний
- ліві — Єгра-Ляга (Єграляга), без назви (довжина 10 км[1]), Ляга-Вож (Лягавож, Лязавож)